# Moussa Ouattara
Moussa Ouattara (Bobo Dioulasso, 31 de dezembro de 1981) é um futebolista profissional burquinense que atua como defensor.

## Carreira
Moussa Ouattara integrou a Seleção Burquinense de Futebol no Campeonato Africano das Nações de 2010.